# Mona Küppers

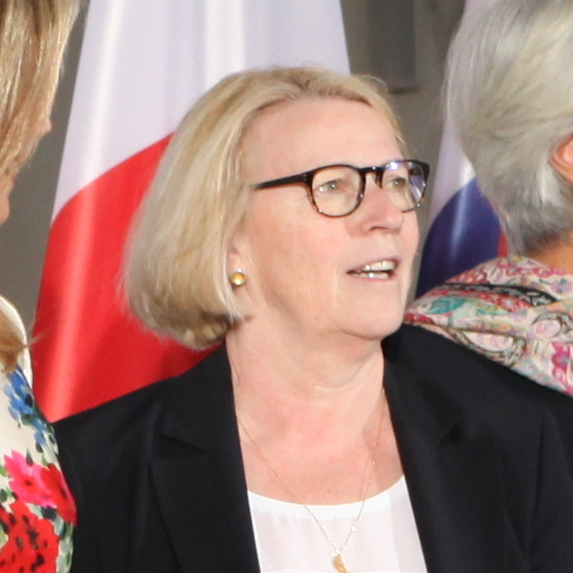
Mona Küppers (2017)

Mona Küppers (* 1954) ist eine deutsche Sportfunktionärin und setzt sich für Frauenrechte ein. Sie ist in zahlreichen Ehrenämtern in Deutschland tätig, leitete von 2016 bis 2021 als Vorsitzende den Deutschen Frauenrat, ein Zusammenschluss von mehr als 60 Frauenverbänden mit über 12 Millionen Mitgliedsfrauen. Sie ist seit 2017 die erste Präsidentin in der Verbandsgeschichte des Deutschen Segler-Verbandes.

## Leben
Mona Küppers ist gelernte Kauffrau und als Angestellte im Büro für Sport- und Bewegungswissenschaften der Universität Duisburg-Essen beschäftigt.
Sie war von 1991 bis 2001 Leiterin der Segelabteilung der Seglergemeinschaft Hörstel 1978 e. V., seit 2012 ist sie Mitglied des Oberhausener Segel-Clubs (OSC).
2006 wurde sie Jugendobfrau des Segler-Verbandes Nordrhein-Westfalen und 2014 dessen Vorsitzende. Mit diesem Amt verbunden ist die Mitgliedschaft im Seglerrat des Deutschen Segler-Verbandes (DSV). Als Frauenbeauftragte des Segler-Verbandes NRW entwickelte sie ab 2002 mehrere über den Verband hinauswirkende Projekte und wurde vom DSV und dem DOSB als Expertin für das Thema Gender Mainstreaming benannt. Küppers engagiert sich besonders gegen sexualisierte Gewalt im Sport.
Als erste Frau in der 127-jährigen Geschichte des DSV wurde sie 2015 als Vizepräsidentin in dessen Präsidium gewählt. Nach dem Rücktritt von Andreas Lochbrunner wurde sie am 10. März 2017 zur kommissarischen Präsidentin berufen und am 25. November 2017 wurde Mona Küppers auf dem Seglertag des DSV zur ersten Präsidentin in der Verbandsgeschichte gewählt.
Seit 2011 ist Mona Küppers Mitglied der Sprecherinnengruppe der DOSB-Frauenvollversammlung des Deutschen Olympischen Sportbundes.
Im Landessportbund Nordrhein-Westfalen hat Mona Küppers die Position einer Vizepräsidentin mit dem Aufgabengebiet Mitarbeiterentwicklung und Gleichstellung.
Von 2012 bis 2016 war Mona Küppers stellvertretende Vorsitzende des Deutschen Frauenrates. Am 12. Juni 2016 wurde sie zu dessen Vorsitzender gewählt. Diese Funktion übte sie bis Juni 2021 aus.

## Auszeichnungen
Am 5. Juli 2018 erhielt Mona Küppers die Sportplakette des Landes Nordrhein-Westfalen für überragende Verdienste um den Sport.
Am 7. Dezember 2019 zeichnete der Deutsche Olympische Sportbund Mona Küppers mit der Ehrennadel aus.
Am 17. Januar 2023 wurde Mona Küppers mit dem Verdienstorden der Bundesrepublik Deutschland am Bande ausgezeichnet.